# DFS 346
El DFS 346 (Samolyot 346) fue un proyecto de aparato de investigación para vuelo supersónico diseñado en Alemania durante la Segunda Guerra Mundial que fue capturado y desarrollado en la Unión Soviética tras el armisticio.

## Descripción
Era un monoplano con alas en flecha de implantación media y construcción totalmente metálica, con la sección delantera del fuselaje eyectable en vuelo, diseñada sobre la base de la rotación de un perfil Perfil NACA 0012-0,66-50. La parte media del fuselaje era de sección cilíndrica y se estrechaba en una proporción establecida hasta alcanzar la cola, finalizando en un carenado aerodinámico para la tobera de escape del motor cohete. El tren de aterrizaje principal estaba equipado con un patín ventral retráctil de accionamiento hidráulico y dos patines situados en la sección media del ala.
El ala estaba inclinada en un ángulo de 45° y presentaba un perfil NACA 0012-0,55-1,25 con un grosor del 12 %. La unidad de cola era simple, en forma de “T”, dotada de timón de dirección y profundidad.

## Concepto y desarrollo
El DFS 346 era un proyecto paralelo al aparato de reconocimiento a alta cota DFS 228 y fue diseñado por Felix Kracht en el Deutsche Forschungsanstalt für Segelflug (DFS), el "Instituto Alemán para Vuelo a Vela". Mientras que el DFS 228 era un diseño de planeador convencional propulsado por motor cohete, el DFS 346 presentaba superficies de sustentación inclinadas en flecha y un diseño estilizado del fuselaje con el que los científicos esperaban romper la barrera del sonido.
Al igual que su aparato hermano, incorporaba un módulo de escape para el piloto, característica diseñada originariamente para el DFS 54 antes de la guerra. El piloto iría colocado en posición prona, por la experiencia obtenida durante las pruebas en vuelo del primer prototipo del DFS 228, debido a que presentaba una menor sección frontal, era más fácil de diseñar el sellado del sistema de presurización de la cabina y el tripulante podría soportar mejor las sobrecargas en vuelo.
Estaba previsto lanzar el DFS 346 desde el lomo de un avión de gran tamaño, tomando como punto de partida el Dornier Do 217. Tras el lanzamiento, el piloto encendería el motor cohete Walter 509B/C para acelerar hasta alcanzar una velocidad máxima estimada en Mach 2.6 y  una altitud de 30 500 m. El motor tenía dos cámaras de combustión, de alta y baja potencia, estando programado mantener la velocidad a alta cota empleando encendidos cortos de la cámara de baja potencia.
Una misión operacional típica implicaría un vuelo planeado sobre Inglaterra para realizar una pasada de reconocimiento fotográfico mientras realizaba un descenso controlado a alta velocidad. Tras completar la pasada de reconocimiento, se conectaría el motor para alcanzar la altura adecuada para poder realizar un descenso planeado a baja velocidad hasta una base en Alemania o el norte de Francia.

## Construcción del primer prototipo
El aparato debía ser construido totalmente en aleación metálica y el DFS carecía de las instalaciones y utillaje necesario para ello, por lo que la fabricación fue asignada a Siebel Werke, localizada en Halle, donde las maquetas de pruebas de túnel de viento y el primer prototipo parcialmente completado fueron capturados por las tropas soviéticas. Tras dar parte del hallazgo,el oficial técnico ordenó confiscar el aparato y trasladarlo a la Unión Soviética, donde sería posteriormente reconstruido y probado.

## Posguerra
El 22 de octubre de 1946, la Oficina de Diseño soviética N.º 2 OKB-2, bajo la dirección de Hans Rössing y Alexandr Bereznyak, fue encomendada para continuar el programa de desarrollo alemán.
El DFS 346 capturado, denominado por los soviéticos simplemente "Samolyot 346" ("Avión 346"), para evitar su origen alemán, fue completado y probado en el túnel de viento T-101 del TsAGI. 
Los datos de las pruebas indicaban deficiencias aerodinámicas causadas por el perfil continuo del ala, provocando entradas en pérdida del ala, sin capacidad de recuperación, a determinados ángulos de ataque. Dicho fenómeno implicaba una pérdida de estabilidad direccional en la aeronave. Sobre la base de los resultados se optó por instalar dos paneles limitadores de pérdida de perfil laminar  en el extradós y alargar el fuselaje para tratar de corregir la separación de la capa límite. Esta solución aerodinámica para prevenir el desplazamiento de la capa límite fue empleada en la mayoría de los diseños soviéticos con alas en flecha entre los años 1950 y 1960. 
La cápsula de escape fue probada desde un B-25J con resultados prometedores y, pese a que los ensayos en el túnel de viento del TsAGI habían demostrado que el aparato real no sería capaz de romper la barrera del sonido, se ordenó proseguir con la construcción y el programa de pruebas.

## Programa de pruebas
En 1947, se fabricó un nuevo prototipo totalmente nuevo del aparato 346 que incorporaba las modificaciones sugeridas durante las pruebas del TsAGI, siendo denominado 346-П ("P" de planeador). No se instaló planta motriz ni combustible y su masa fue compensada con lastre. El aparato que se empleó para transportarlo hasta la altura de lanzamiento fue un Boeing B-29 Superfortress que había sido internado y reparado en Vladivostok. El 346 fue pilotado con éxito por el piloto alemán Wolfgang Zeise durante los vuelos de prueba, lo que llevó al pedido de fabricación por tres prototipos más para realizar el programa de vuelos de prueba propulsados.

### Primeros accidentes

Secuencia de escape del piloto

El primer prototipo de la preserie de evaluación de vuelo propulsado fue denominado 346-1, incorporaba una serie de mejoras aerodinámicas obtenidas durante los vuelos del 346-P, y realizó su primer vuelo a los mandos de Zeisse el 30 de septiembre de 1948, con una maqueta del motor cohete instalada. El planeador se soltó del avión nodriza a una altitud de 9700 m, y el piloto se dio cuenta rápidamente de que tendría muchas dificultades para mantener el control de la aeronave. Al intentar un aterrizaje a alta velocidad (se estimó que la velocidad indicada era de 310 km/h) la tasa de descenso era muy elevada y el aparato rebotó en el suelo durante el primer contacto hasta una altura aproximada de 3-4 m y un desplazamiento comprendido entre 700-800 m. Durante el segundo contacto con el terreno el patín central colapsó y el fuselaje chocó bruscamente contra el suelo.
La posición del piloto en la estructura hacían muy difícil asegurar el cuerpo contra desaceleraciones y el diseño del arnés de seguridad había demostrado ser poco fiable, lo que provocó que Zeisse golpease la cubierta de la cabina con su cabeza y perdiese el conocimiento. Afortunadamente, no sufrió heridas graves y, tras una estancia en el hospital, fue capaz de continuar volando. La comisión investigadora del accidente determinó que el accidente fue un error del piloto, que no extendió totalmente el patín central. El informe de los datos de vuelo reveló que el aparato presentaba aún un manejo impredecible, pese a las modificaciones realizadas, decidiendo posponer el programa de vuelos propulsados por cohete hasta que los tripulantes fueran capaces de controlar el aparato durante un vuelo planeado, precisando más horas de vuelo de entrenamiento en planeadores.
El aparato siniestrado 346-1 fue reparado y modificado posteriormente a la versión 346-2. A los controles iba el piloto de pruebas soviético P.Kazmin durante el invierno de 1950-1951, pero los vuelos terminaron en un aterrizaje de panza sobre el fuselaje. Además durante el último, los desperfectos fueron tan grandes que requirieron reparaciones mayores en la célula. El 10 de mayo de 1951, Zeisse regresó al programa de vuelos, realizando el último vuelo del programa con el 346-2 y comenzando, el 6 de junio, vuelos de prueba sin motor desde el prototipo 346-3, sin accidente alguno.

### Últimos vuelos
A mediados de 1951 se había completado el prototipo 346-3, y Zeisse lo pilotó empleando por vez primera la propulsión por cohete del avión el 13 de agosto de 1951, aunque esta vez solo utilizó uno de los motores. Las continuas dudas relativas a la estabilidad a alta velocidad del aparato obligaron a imponer un límite de Mach 0.9 durante los vuelos de prueba. Zeisse realizó vuelos el 2 y el 14 de septiembre. Durante este último vuelo, las circunstancias fueron malas desde el inicio. La separación del avión nodriza se efectuó sobre el aeródromo de Lukovici a 9300 m de altitud, el piloto encendió el motor y aceleró hasta alcanzar 900 km/h. El motor cohete funcionaba según lo planeado y el 346-3, aceleró rápidamente, comenzando el ascenso hasta alcanzar la altura del avión lanzador y pasar muy cerca de él.
Zeisse informó a continuación que los controles del aparato no respondían y estaba perdiendo altura. El control de tierra le ordenó abandonar la aeronave y el piloto accionó la cápsula de escape cuando se encontraba a 6500 m, realizando un aterrizaje con paracaídas sin novedad. La pérdida de este aparato provocó la cancelación del programa de pruebas del “Avión 346”.

## Variantes
- DFS-346 - Primer prototipo, fabricado por Siebel Werke durante la Segunda Guerra Mundial. Posteriormente desmontado y trasladado a la URSS, donde se asignó a la recién formada OKB-2; fue probado en el túnel de viento del TsAGI y posteriormente desmantelado, puesto que no podía volar.
- 346-P - Primer ejemplar del avión fabricado en la posguerra, en la Unión Soviética, siendo completado en 1948 por ingenieros alemanes. Aparentemente idéntico al DFS-346, excepto en la retirada del carenado del tren de aterrizaje para ahorrar peso y la adición de patines adicionales a mitad de envergadura para ayudar a detener el aparato durante el aterrizaje.
- 346-1(A) - Terminado el 5 de mayo de 1949, con una maqueta del motor cohete instalado y modificaciones menores en el diseño de cola y timón de dirección.
- 346-2(D) - Idéntico al 346-1, pero con la planta motriz instalada.
- 346-3 - Único aparato que voló propulsado por cohete, llegando dos veces al régimen vuelo transónico.

## Usuarios
Unión Soviética
- Fuerza Aérea Soviética

## Curiosidades
El DFS, como el RLM, se caracterizaban por ser prácticamente impermeables a la innovación y dieron más problemas que ayuda a la legión de ingenieros germanos durante la realización de sus labores. El proyecto 346 estaba diseñado a la manera “clásica” del DFS y su diseño no era aerodinámicamente apto para sobrepasar Mach 1; al igual que el Bell X-1, se habían olvidado emplear la Regla del área, descubierta por Otto Frenzl durante las investigaciones realizadas en el túnel de vuelo transónico de Junkers, relativas a las pruebas aerodinámicas del proyecto de bombardero pesado Junkers Ju-287, entre 1943 y 1944, que realizó una descripción de sus hallazgos en un documento titulado “Disposición de cuerpos para desplazamiento en vuelos a alta velocidad” el 17 de diciembre de 1943 y solicitó una patente, fechada el 21 de marzo de 1944. Los resultados de su investigación fueron presentados durante una reunión técnica en marzo de 1944 por Theodor Zobel en la "Deutsche Akademie der Luftfahrtforschung" (Academia Alemana de Investigación Aeronáutica), durante la lectura del texto divulgativo “Nuevos métodos para incrementar las prestaciones de las aeronaves de altas prestaciones”. Pese a la referencia y el empleo por otros fabricantes de aeronaves, el DFS no realizó ninguna modificación al respecto.

## Especificaciones Prototipo (346-3)

Diagrama del 346-3

### Características generales
- Tripulación: 1
- Longitud: 13,45 m
- Envergadura: 9 m
- Altura: 3,54 m
- Superficie alar: 19.9 m²
- Perfil alar: NACA 0012-0,66-50
- Peso vacío: 2100 kg
- Peso cargado: 5230 kg

### Rendimiento
- Velocidad nunca excedida (Vne): 2765 km/h, limitado a M 0.9 durante las pruebas 900 km/h verificados
- Velocidad máxima operativa (Vno): 560 km/h
- Techo de vuelo: 35 000 m (estimado)
- Régimen de ascenso: 6000 m/min (estimado)
- Carga alar: 263 kg/m²

### Aeronaves similares
- Bisnovat 5
- DFS 228

### Secuencias de designación
- Sistema de designación aeronaves del RLM: ← Rk 344 · So 344 · Go 345 · DFS 346 · Rk 347 · Ba 349 · Ju 352 →